# Wildlife Generation Pro Cycling
Jelly Belly presented by Maxxis (código UCI: JBC), é uma equipa ciclista profissional estadounidense de categoria Continental.
A equipa foi criada em 1999 e desde 2000, conta com o patrocínio de Jelly Belly Candy Company, uma empresa produtora de caramelos e doces, com o qual é o patrocinador da equipa ciclistas mais antiga dos Estados Unidos.

## Material ciclista
A equipa utiliza as bicicletas Focus.

## Sede
A sua sede encontra-se em San Marcos, Califórnia.

## Classificações UCI
A partir de 2005 a UCI instaurou os Circuitos Continentais UCI, onde a equipa está desde que se criou dita categoria, registada dentro da UCI America Tour. Tem estado nas classificações do UCI America Tour Ranking ,UCI Oceania Tour Ranking e o UCI Asia Tour Ranking. As classificações da equipa e de seu ciclista mais destacado são as seguintes:

### UCI America Tour
| Temporada | Classificação por equipas | Melhor corredor | Posição |
| 2005      | 4º                        | Danny Pate      | 27º     |
| 2006      | 11º                       | Caleb Manion    | 82º     |
| 2007      | 27º                       | Alex Candelario | 153º    |
| 2008      | 21º                       | Charles Huff    | 43º     |
| 2010      | 14º                       | Will Routley    | 46º     |
| 2011      | 22º                       | Ken Hanson      | 48º     |
| 2012      | 26º                       | Charles Huff    | 75º     |
| 2013      | 8º                        | Fred Rodríguez  | 18º     |
| 2014      | 9º                        | Serghei Tvetcov | 6º      |
| 2015      | 15º                       | Gavin Mannion   | 34º     |
| 2016      | 4º                        | Lachlan Morton  | 6º      |
| 2017      | 4º                        | Serghei Tvetcov | 1º      |

### UCI Asia Tour
| Temporada | Classificação por equipas | Melhor corredor | Posição |
| 2011      | 27º                       | Charles Huff    | 77º     |
| 2012      | 37º                       | Charles Huff    | 111º    |
| 2014      | 65º                       | Luis Lemus      | 183º    |
| 2016      | 86º                       | Lachlan Morton  | 413º    |
| 2017      | 45º                       | Jacob Rathe     | 170º    |

### UCI Europe Tour
| Temporada | Classificação por equipas | Melhor corredor | Posição |
| 2013-2014 | 114º                      | Nic Hamilton    | 576º    |

### UCI Oceania Tour
| Temporada | Classificação por equipas | Melhor corredor   | Posição |
| 2006      | 26º                       | Alex Candelario   | 82º     |
| 2009      | 15º                       | Will Routley      | 33º     |
| 2010      | 14º                       | Bernard van Ulden | 19º     |
| 2011      | 8º                        | William Dickenson | 12º     |
| 2015      | 14º                       | Lachlan Morton    | 46º     |

## Palmarés
Para anos anteriores, veja-se Palmarés do Jelly Belly presented by Maxxis

### 2018

#### Circuitos Continentais UCI
| Datas | Circuito | Corridas | Vencedor |

## Elenco
Para anos anteriores, veja-se Elencos do Jelly Belly presented by Maxxis

### Elenco de 2018
| Nome             | Nascimento | Nacionalidade  | Equipa 2017                     |
| Jack Burke       | 12/06/1995 | Canadá;        | Aevolo                          |
| Ulisses Castillo | 05/03/1992 | México         | Jelly Belly presented by Maxxis |
| René Corella     | 30/09/1991 | México         | Start–Vaxes Cycling Team        |
| Steve Fisher     | 22/06/1990 | Estados Unidos | Hangar 15 Bicycles              |
| Matteo Jorgenson | 01/07/1999 | Estados Unidos | Neoprofesional                  |
| Cormac McGeough  | 11/08/1996 | Irlanda        | Neoprofesional                  |
| Jacob Rathe      | 13/03/1991 | Estados Unidos | Jelly Belly presented by Maxxis |
| Michael Sheehan  | 06/03/1992 | Estados Unidos | Jelly Belly presented by Maxxis |
| Taylor Shelden   | 31/03/1987 | Estados Unidos | Jelly Belly presented by Maxxis |
| Keegan Swirbul   | 02/09/1995 | Estados Unidos | Jelly Belly presented by Maxxis |
| Curtis White     | 28/09/1995 | Estados Unidos | Rally Cycling                   |
| Ben Wolfe        | 15/07/1993 | Estados Unidos | Jelly Belly presented by Maxxis |